# Siège de Mélos
Guerre du Péloponnèse
Batailles
- Sybota
- Potidée
- Chalcis
- Patras
- Naupacte
- Mytilène
- Tanagra
- Étolie
- Olpae
- Idomene
- Pylos
- Sphactérie
- Délion
- Amphipolis
- Mantinée
- Mélos
- Expédition de Sicile
- Symi
- Érétrie
- Cynosséma
- Abydos
- Cyzique
- Notion
- Arginuses
- Aigos Potamos

Le siège de Mélos a lieu en 416-415 av. J.-C. Il est mené par Athènes sous le commandement d'Alcibiade.

## Histoire
L'île de Mélos (ou Milos) voulait rester neutre dans la guerre du Péloponnèse, mais Athènes l'a attaquée pendant l'été 416 et l'a forcée à se rendre après plus de six mois de siège. Tous les hommes en âge de porter les armes furent exécutés, les femmes et les enfants étant vendus comme esclaves. L'île vidée de sa population est ensuite colonisée par Athènes.
Dans son Histoire de la guerre du Péloponnèse, Thucydide réinvente le dialogue qui précéda le siège : c'est le dialogue mélien.
Ces événements ont probablement inspiré Euripide lorsque celui-ci écrit la tragédie Les Troyennes, présentée au public en 415.